# Cathleen Martini
Cathleen Martini (Zwickau, 27 maggio 1982) è una bobbista tedesca.

## Biografia
Iniziò a praticare lo slittino nel 1992 e dal 2000 si dedica al bob. Compete per la nazionale tedesca dal 2002. Ha partecipato all'Olimpiade di Vancouver 2010 non riuscendo però a concludere a causa di un incidente e conseguente squalifica per aver tagliato il traguardo senza la sua frenatrice a bordo.
Vanta un oro, tre argenti e tre bronzi ai campionati mondiali e quattro ori, quattro argenti e un bronzo agli europei.
Ha vinto la Coppa del Mondo nella stagione 2011/12 davanti alle connazionali Anja Schneiderheinze e Sandra Kiriasis.

## Palmarès

### Mondiali
- 8 medaglie:
  - 2 ori (bob a due a Schönau am Königssee 2011; gara a squadre a Winterberg 2015);
  - 3 argenti (bob a due a Sankt Moritz 2007; bob a due ad Altenberg 2008; squadre miste a Schönau am Königssee 2011);
  - 3 bronzi (bob a due a Winterberg 2003; bob a due a Lake Placid 2009; bob a due a Winterberg 2015).

### Europei
- 9 medaglie:
  - 4 ori (bob a due a Sigulda 2004; bob a due ad Altenberg 2005; bob a due ad Igls 2010; bob a due ad Altenberg 2012);
  - 4 argenti (bob a due a Cortina d'Ampezzo 2007; bob a due a Cesana Torinese 2008; bob a due a Sankt Moritz 2009; bob a due a La Plagne 2015);
  - 1 bronzo (bob a due ad Igls 2013).

### Coppa del Mondo
- Vincitrice della Coppa del Mondo nel bob a due nel 2011/12.
- 54 podi (53 nel bob a due, 1 nelle gare a squadre):
  - 20 vittorie (19 nel bob a due, 1 nelle gare a squadre);
  - 19 secondi posti (nel bob a due);
  - 15 terzi posti (nel bob a due).

#### Coppa del Mondo - vittorie
| Data             | Luogo                | Paese       | Disciplina                                                                                            |
| ---------------- | -------------------- | ----------- | --- |
| 6 febbraio 2004  | Sigulda              | Lettonia    | a due con Yvonne Cernota                                                                              |
| 7 febbraio 2004  | Sigulda              | Lettonia    | a due con Sandra Germain                                                                              |
| 3 dicembre 2004  | Altenberg            | Germania    | a due con Janine Tischer                                                                              |
| 27 gennaio 2006  | Altenberg            | Germania    | a due con Janine Tischer                                                                              |
| 16 dicembre 2006 | Lake Placid          | Stati Uniti | a due con Janine Tischer                                                                              |
| 1º febbraio 2008 | Schönau am Königssee | Germania    | a due con Janine Tischer                                                                              |
| 3 febbraio 2008  | Schönau am Königssee | Germania    | gara a squadre con Inga Renker, Michi Halilovic, Julia Eichhorn, Thomas Florschütz e Christoph Heyder |
| 13 febbraio 2009 | Park City            | Stati Uniti | a due con Janine Tischer                                                                              |
| 13 novembre 2009 | Park City            | Stati Uniti | a due con Romy Logsch                                                                                 |
| 21 novembre 2009 | Lake Placid          | Stati Uniti | a due con Romy Logsch                                                                                 |
| 12 dicembre 2009 | Winterberg           | Germania    | a due con Romy Logsch                                                                                 |
| 9 gennaio 2010   | Schönau am Königssee | Germania    | a due con Romy Logsch                                                                                 |
| 16 gennaio 2010  | Sankt Moritz         | Svizzera    | a due con Romy Logsch                                                                                 |
| 3 dicembre 2010  | Calgary              | Canada      | a due con Berit Wiacker                                                                               |
| 17 dicembre 2011 | Winterberg           | Germania    | a due con Janine Tischer                                                                              |
| 6 gennaio 2012   | Altenberg            | Germania    | a due con Janine Tischer                                                                              |
| 13 gennaio 2012  | Schönau am Königssee | Germania    | a due con Berit Wiacker                                                                               |
| 4 gennaio 2013   | Altenberg            | Germania    | a due con Stephanie Schneider                                                                         |
| 16 gennaio 2015  | Schönau am Königssee | Germania    | a due con Lisa-Marie Buckwitz                                                                         |